# 香香 (歌手)
香香（1984年6月14日—），原名王瑾玫，為中國大陸網路歌手。1999年以特招生身份进入湖南師範大學攻读音乐专业，入学不到一学期因厌倦学校的美声唱法及民族唱法而退学，后在中央某报驻长沙记者站从事打印工作，平时酷爱上网和唱歌，并且经常在网上发表自己翻唱歌曲的录音。她在2004年時憑翻唱一曲《老鼠愛大米》以及《猪之歌》於互聯網上傳遍两岸三地，引起多家唱片公司关注，最终与北京飞乐公司签约，2005年1月推出了新专辑《猪之歌》。
香香的丈夫是阿里巴巴雇员，2019年5月10日，香香与其丈夫参加阿里巴巴员工集体婚礼，阿里巴巴集团董事局马云亲自出席证婚。

## 音乐作品
- 合辑《老鼠爱大米》（2004年11月）
- 第一张个人专辑《猪之歌》（2005年1月25日）
- 单曲《哎哟哎哟对不起》（2005年9月16日）
- 第二张个人专辑《香飘飘》（2006年6月14日）
- 《命运·为了爱 EP》（2007年1月27日）
- 贺岁专辑《恭喜恭喜》国粤双语大碟（2008年2月2日）
- 《万人迷 EP》（2009年4月28）
- 《彩虹天使 EP》（2010年3月25日）
- 单曲《见或不见》（香香&何晟铭）（2011年电视剧【宫锁心玉】片尾曲）
- 单曲《炼凝香》（2012年10月26日）
- 单曲《落单的恋人》（2012年11月20日）
- 《落单的恋人 EP》（2013年8月20日）
- 《追》（2013年電視劇【追魚傳奇】主題曲）
- 《戀歌》（2016年電視劇【半妖傾城】插曲）
- 《就算沒有如果》（2017年电视剧【三生三世十里桃花】插曲）

## 书籍
《香香教你糖果妆》（2007年1月27日）ISBN 978-750-195-760-6

## 获奖记录
- “广州音乐先锋榜”最佳网络歌手奖
- “第五届华语音乐传媒大奖”最佳网络歌曲 - 香香&杨臣刚《老鼠爱大米》
- “中国原创音乐风云榜”年度网络最具人气女歌手
- 第一届“马来西亚全球华人金艺奖”最受欢迎网络歌手奖
- 第二届广州粤港未来巨星奖
- 香港新城国语新势力歌手

## 外部連結
- 香香的新浪微博